# George I, Prinț de Waldeck și Pyrmont
George I, Prinț de Waldeck și Pyrmont (germană Georg Fürst zu Waldeck und Pyrmont; 6 mai 1747 – 9 septembrie 1813) a fost Prinț de Waldeck și Pyrmont din 1812 până în 1813.
A fost fiul lui Karl August, Prinț de Waldeck și Pyrmont și a Christiane Henriette, Contesă Palatină de Zweibrücken.